# Radjuva Planina
Radjuva Planina (bulgariska: Радюва Планина) är en bergskedja i Bulgarien.   Den ligger i regionen Smoljan, i den centrala delen av landet, 160 km sydost om huvudstaden Sofia.
I omgivningarna runt Radjuva Planina växer i huvudsak blandskog. Runt Radjuva Planina är det glesbefolkat, med 14 invånare per kvadratkilometer.